# Phasia siberica
Phasia siberica là một loài ruồi trong họ Tachinidae.